# Fegyvernek
Fegyvernek [feďvernek] je město v Maďarsku, nacházející se v župě Jász-Nagykun-Szolnok, spadající pod okres Törökszentmiklós. Nachází se asi 24 km severovýchodně od Szolnoku. V roce 2017 zde žilo 6 246 obyvatel. Dle údajů z roku 2001 zde žilo 95 % obyvatel maďarské a 5 % romské národnosti.
Město leží blízko řeky Tiszy. Nejbližšími městy jsou Kenderes, Kunhegyes a Törökszentmiklós. Poblíže jsou též obce Nagykörű, Örményes, Tiszabő, Tiszagyenda a Tiszaroff.